# Trancrainville
Trancrainville é uma comuna francesa na região administrativa do Centro, no departamento Eure-et-Loir. Estende-se por uma área de 11,36 km². Em 2010 a comuna tinha 165 habitantes (densidade: 14,5 hab./km²).